# Gustav Arnold Hedlund
Gustav Arnold Hedlund, né le 7 mai 1904 à Somerville (Massachusetts) et mort le 15 mars 1993, est un mathématicien américain. Il est un des fondateurs de la dynamique symbolique et de la dynamique topologique (en).

## Biographie
Gustav A. Hedlund est né en 1904 à Somerville, dans l'État du Massachusetts, aux États-Unis. Il effectue ses études undergraduate à l'université Harvard. Il obtient son master à l'université Columbia, et retourne à Harvard pour préparer une thèse de doctorat. Il est étudiant de Marston Morse, et soutient une thèse de Ph.D. en 1930 sous sa direction,,.
Pendant ses études à l'université Columbia, il enseigne au Hunter College, et après avoir soutenu sa thèse, il obtient un poste au Bryn Mawr College, où il reste pendant neuf ans. De 1939 à 1948, il enseigne à l'université de Virginie ; ensuite, il rejoint l'université Yale. A Yale, il occupe la chaire Philip Schuyler Beebe de mathématiques, et dirige le département de mathématiques pendant dix ans. Il est aussi membre de l'Institute for Advanced Study de Princeton (New Jersey), où il séjourne en 1933-34, 1938-39 et 1953-54. Il prend sa retraite de Yale en 1972, et occupe ensuite un poste de professeur invité à l'université Wesleyenne,.
Hedlund est un directeur de thèse prolifique, surtout à travers Walter Gottschalk et W. Roy Utz Jr., deux de ses étudiants à l'université de Virginie.

## Recherche
Hedlund contribue de façon importante à l'émergence de la dynamique symbolique, dont l'origine comme discipline mathématique remonte aux deux articles avec Marston Morse de 1938 et 1940.
Hedlund est aussi fondateur de la dynamique topologique (en), exposée dans le livre Topological Dynamics de Gottschalk et Hedlund (1955).
Le théorème de Curtis-Hedlund-Lyndon (en) est une caractérisation des automate cellulaire en termes de leur dynamique symbolique. La découverte de ce théorème est coattribuée à Morton L. Curtis et Roger Lyndon par Hedlund lui-même dans son article Hedlund (1969).

## Publications principales
- Marston Morse et Gustav A. Hedlund (1938), « Symbolic dynamics », Amer. J. Math, vol. 60, no 4,‎ 1938, p. 815-866 (MR 1507944)
- Marston Morse et Gustav A. Hedlund (1940), « Symbolic dynamics II. Sturmian trajectories », Amer. J. Math, vol. 62,‎ 1940, p. 1-42 (MR 0000745)
- Gustav A. Hedlund (1969), « Endomorphisms and Automorphisms of the Shift Dynamical Systems », Mathematical Systems Theory, vol. 3, no 4,‎ 1969, p. 320–375 (DOI 10.1007/BF01691062)
- Walter H. Gottschalk et Gustav A. Hedlund (1955), Topological dynamics, Providence, R. I., American Mathematical Society, coll. « American Mathematical Society Colloquium Publications » (no 36), 1955, vii+151 (MR 0074810)